# Marine Gauthier
Marine Gauthier (ur. 23 stycznia 1990 w Saint-Étienne) – francuska narciarka alpejska, dwukrotna medalistka mistrzostw świata juniorów.

## Kariera
Po raz pierwszy na arenie międzynarodowej Marine Gauthier zaprezentowała się 1 grudnia 2005 roku podczas zawodów FIS Race we francuskim Tignes. Zajęła wtedy 45. miejsce w slalomie gigancie. W 2008 roku wystartowała na mistrzostwach świata juniorów w Formigal, gdzie jej najlepszym wynikiem było 11. miejsce w zjeździe. Rok później, podczas mistrzostw świata juniorów w Garmisch-Partenkirchen zwyciężyła w tej samej konkurencji. Ponadto na mistrzostwach świata juniorów w Mont Blanc w 2010 roku zdobyła złoty medal w supergigancie.
W Pucharze Świata zadebiutowała 24 stycznia 2009 roku we włoskiej miejscowości Cortina d’Ampezzo, gdzie zajęła 55. miejsce w zjeździe. Pierwsze pucharowe punkty zdobyła dwa miesiące później, 11 marca 2009 roku w szwedzkim Åre, zajmując 24. pozycję w zjeździe.
W 2015 roku zakończyła karierę.

## Osiągnięcia

### Mistrzostwa świata juniorów
| Miejsce | Dzień       | Rok  | Miejscowość       | Konkurencja | Czas biegu  | Strata  | Zwyciężczyni        |
| ------- | ----------- | ---- | ----------------- | ----------- | ----------- | ------- | ------------------- |
| DNF1    | 23 lutego   | 2008 | Formigal          | Supergigant | 1:40.19 min | -       | Viktoria Rebensburg |
| 11.     | 26 lutego   | 2008 | Formigal          | Zjazd       | 1:50.13 min | +2.59 s | Ilka Štuhec         |
| DNF1    | 4 marca     | 2009 | Ga-Pa             | Supergigant | 1:19.80 min | -       | Viktoria Rebensburg |
| 1.      | 6 marca     | 2009 | Ga-Pa             | Zjazd       | 1:19.60 min | -       | -                   |
| 1.      | 31 stycznia | 2010 | Region Mont Blanc | Supergigant | 1:32.21 min | -       | -                   |
| 12.     | 4 lutego    | 2010 | Region Mont Blanc | Zjazd       | 1:20.89 min | +1.60 s | Mona Løseth         |

### Puchar Świata

#### Miejsca w klasyfikacji generalnej
- sezon 2008/2009: 131.
- sezon 2009/2010: 132.
- sezon 2010/2011: 116.
- sezon 2011/2012: 96.
- sezon 2012/2013: 107.
- sezon 2013/2014: 102.

#### Miejsca na podium w zawodach
Gauthier nigdy nie stanęła na podium zawodów Pucharu Świata.